# Ancistrus damasceni
Espèce
Ancistrus damasceni est une espèce de poissons-chats.
Ancistrus damasceni atteint une taille de six centimètres et demi.
Il est présent dans le rio Parnaiba au Brésil.